# Joseph Glanvill
Joseph Glanvill, angleški duhovnik, filozof in pisatelj, * 1636, Plymouth, Anglija, † 4. november 1680, Bath.
Zavzemal se je za to, da bi na svet gledali s pomočjo razuma in empiričnih podatkov, ki pa jih je povezal tudi z vero. Verjel je v obstoj nadnaravnega: čarovnic, duhov in demonov. Njegov pristop do raziskovanja razuma in nadnaravnega se je pogosto razlikoval od že ustaljenih tirnic. S svojimi deli je navdihnil mnoge avtorje.

## Življenje
O njegovem zgodnjem otroštvu je le malo zanesljivih podatkov. Znano je, da je bil njegov oče trgovec, ter da je bil kot otrok deležen stroge puritanske vzgoje, ki je dopuščala le malo prostora za oblikovanje samostojnega razmišljanja. Te navade se je Glanvill skozi življenje, še najbolj ob obiskovanju univerze, otresel. Obiskoval je univerzo Oxford, leta 1658 je šolanje dokončal in pridobil magisterij.
Glanvill je bil pripadnik anglikanske vere. S prvo ženo Mary je imel tri otroke. Po njeni smrti se je poročil z Margaret Browning, ki mu je rodila še četrtega otroka.
Deloval je kot duhovnik, leta 1662 je postal vikar v angleškem mestu Frome. Decembra 1664 je postal pripadnik Kraljeve družbe, kasneje pa je z opravljanjem duhovniškega poklica nadaljeval v mestu Bath v Angliji, kjer je 4. 11. 1680 tudi umrl.
Joseph Glanvill je skozi življenje deloval kot duhovnik, filozof in pisatelj in tudi kot član Kraljeve družbe.

## Dela in prepričanja
Josepha Glanvilla so pogosto oklicali za skeptika, sam pa se s to oznako ni popolnoma strinjal. Bil je mnenja, da je za razumevanje sveta in tega, da človek lahko odkrije resnico in pomen narave, ki ga obdaja, potrebna združitev vere in razuma. Zavzemal se je za uporabo preprostejšega jezika. Prav tako je verjel tudi v obstoj čarovništva, duhov in duše. Tudi nadnaravnemu je poskušal prirediti razumsko in znanstveno podlago, kar je zaznamovalo nov pristop do raziskovanja mističnih pojavov. Glanvill je v svojih delih izrazil veliko različnih in občasno tudi nasprotujočih si prepričanj. 
Spoštoval je skupino platonistev na Univerzi v Cambridgeu, katere pomemben predstavnik je bil tudi Henry More, ki je na njega naredil velik vtis, kar se opazi v nekaterih njegovih delih. 

### Prepričanja o razumu
Zavzemal se je za uporabo znanstvenih metod, kljub temu je verjel, da na njihovi podlagi ne bi mogli zasnovati univerzalnih zakonov, vendar brez pomoči le teh ne moremo nikoli popolnoma razumeti narave in sveta okoli nas. Verjel je, da je bog ljudem podaril razum, saj je človeška presoja manj zanesljiva kot podatki, ki jih lahko naberemo s svojimi čutili.  Njegova metodologija je temeljila na tem, da lahko le z empiričnimi dokazi neko trditev ovrednotimo kot resnično ali napačno.
Zavzemal se je tudi za versko toleranco in svobodno mišljenje ter nasprotoval  verskemu dogmatizmu in verskim preganjanjem. Ta prepričanja je izrazil v svojem delu The Vanity of Dogmatizing (1661). Delo je kasneje navdihnilo angleškega pesnika in kulturnega kritika Matthewa Arnolda pri nastanku ene izmed njegovih najbolj znanih pesmi The Scholar Gipsy.
Glanvila bi lahko na začetku označi kot kartezijanca, a je kmalu spremenil svoje stališče. Ukvarjati se je začel s skepticizmom in v delu Scepsis Scientifica, ki je izšlo leta 1665, zaprosil za spremembe. V delu je izpostavil Kraljevo družbo, kar je bil poglavitni razlog, da so ga nedolgo po tem izglasovali za svojega člana.
V delu Plus Ultra or the Progress and Advancement of Knowledge Since the Days of Aristotle (1668) je branil eksperimentalno metodo Kraljeve družbe, za katero je trdil, da je versko naravnana, saj lahko z njo bolje razumemo dela boga. Kraljevo družbo pa je branil tudi v delu Philosophia Pia (1671).
V delu Essays on Several Important Subjects in Philosophy and Religion (1676) je napisal odmeven esej, ki vključuje njegova bolj razvita in odrasla razmišljanja o razumu in religiji ter povezavi med njima. (The Agreement of Reason and Religion), v njemu je predstavil svoja prepričanja o nekonformizmu. Bil je prepričanja, da se nekonformizem ne sklada z razumom. Njegov opus  je zaznamoval še en esej iz te zbirke (Antifanatickal Religion and Free Philosophy), v eseju postavi mlade akademike, platoniste s Cambridgea v sredino intelektualnih problemov, ujemajočih se s takratnimi verskimi preobrati v Veliki Britaniji, s katerimi so se spopadli z uporabo modernejših in starejših tehnik. Glanvill v njem razloži, da sveta ne moramo razumeti in dojemati le z uporabo razuma, temveč moramo v njem iskati tudi nadnaravno.
Bil je prepričanja, da moramo tudi nadnaravno raziskovati z uporabo empiričnih podatkov, zato se je raziskovanja le tega lotil z ogledi kraja, kjer so se taki dogodki zgodili in z intervjuji oseb, ki so jim bili priča.

## Raziskovanje nadnaravnega
Knjiga Saducismus Triumphatus (1681), ki je bila razširitev njegovega dela Blow at Modern Sadducism (1668), je bila po Glanvillovi smrti objavljena s strani Henryja Morea. Delo je zaznamovalo skepticizem o obstoju, nadnaravni moči in čarovništvu, vsebovalo je tudi zbirko ljudskega izročila iz sedemnajstega stoletja o čarovnicah. Razvila se je kot krajši priročnik, ki govori o obstoju čarovnic in čarovništva (Philosophical Considerations Touching the Being of Witches and Witchcraft, 1666). Priročnik je bil naslovljen na Roberta Hunta, ki je bil že od leta 1650 proti obstoju čarovnic v Somersetu (kjer je Glanvill živel); različica A Blow in Modern Sadducism iz leta 1668, je spodbudila stališče, da bi bilo potrebno sodne postopke sodišč, kot je Huntovo sodišče, ponuditi zadostne dokaze, saj v nasprotnem primeru to škoduje družbi. Tudi pisec njegovih biografij, Ferris Greenslet je podpiral Glanvillove teorije. 
Saducismus Triumphatus je globoko vplival na delo Cottona Matherja Wonders of the Invisible World (1693), napisanega kot namen opravičevanja obsojanja ljudi čarovništva). 
Saducismus Triumphatus je bil leta 1701 preveden v nemščino.  Nemško izdajo je v svojem delu Verworffener Hexen- und Zauberer-Advocat (1705) v veliki meri uporabljal Peter Goldschmidt. To delo je Saducismus Triumphatus pritegnilo pozornost Christiana Thomasiusa, filozofa, pravnega profesorja in skeptika iz Halleja. V naslednjih 21 letih je Thomasius objavil prevode dela drugih angleških skeptikov: Johna Webstra in Francisa Hutchinsona.
Glanvill je verjel, da so bili nadnaravni pojavi in obstoj duhov in demonov dokumentirani že v bibliji ter da je bilo zavračanje resničnosti le teh prvi korak proti ateizmu.
Kljub temu, da je bil Glanvill duhovnik, ki je v svojih delih zagovarjal obstoj Boga, so ga obtožili ateizma. To se je zgodilo, ker se je sprl z Robertom Crossem, zaradi njegovih mnenj o delih Aristotla. Kasneje se je zaradi njih zameril tudi Thomasu Whitu. V delu Plus Ultra je ob poskusu obrambe sebe in Kraljeve družbe napadel metodo trentutnega učenja in razumevanja medicine. Kritiko nanj je v delu The Plus Ultra reduced to a Non Plus (1670) zapisal tudi Henry Stubbe. 

## Vpliv
Mnenja o njegovih delih so se močno razlikovala. Nekateri so njegova dela toplo sprejeli, saj so vsebovala eno izmed prvih trajnih raziskav nadnaravnega z uporabo novih metod, ki so temeljile na empiričnih dokazih. Njegova dela so naredila vtis na mnoge druge, ki so se ukvarjali z raziskavo nadnaravnega. Med njimi sta Richard Baxer z delom Certainty of the World of Spirits (1681) in delo Richarda Boveta, Pandaemonium(1684). Veliko ljudi se z idejami, ki jih je Glanvill predstavil skozi svoja dela ni strinjalo. Kljub temu to ni zamajalo njegovih stališč.

## Dela
- Saducismus Triumphatus 1681
- Scepsis Scientifica; or, the Vanity of Dogmatizing 1665
- Essays on Several Important Subjects in Philosophy and Religion 1676
- The Vanity of Dogmatizing 1661
- Saducismus triumphatus 1681
- Plus ultra 1668
- A blow at modern Sadducism in some philosophical considerations about witchcraft 1668
- An essay concerning preaching written for the direction of a young divine, and useful also for the people in order to profitable hearing 1678
- Plain Evidence of the Actual Existence of Witches: Proved From the Scriptures of the Old and New Testaments and From Other Authorities 1668
- Two Choice and Useful Treatises 1682
- Philosophia Pia 1671
- Some discourses, sermons, and remains 1681